# Hành tinh cổ điển
Trong thời cổ đại, bảy hành tinh cổ điển là bảy vật thể thiên văn chuyển động trên bầu trời có thể nhìn thấy bằng mắt thường: Mặt Trăng, Sao Thủy, Sao Kim, Mặt Trời, Sao Hỏa, Sao Mộc và Sao Thổ. Từ hành tinh xuất phát từ hai từ Hy Lạp có liên quan, πλάνης planēs (khi đó πλάνητες ἀστέρες planētes asteres "các ngôi sao lang thang, hành tinh") và πλανήτης planētēs, cả hai đều có nghĩa gốc là "kẻ lang thang", thể hiện trên thực tế là những vật thể này di chuyển trên thiên cầu so với các ngôi sao cố định. Các nhà thiên văn học Hy Lạp như Geminus  và Ptolemy  thường chia bảy hành tinh thành Mặt Trời, Mặt Trăng và năm hành tinh.
Thuật ngữ hành tinh trong thuật ngữ hiện đại chỉ được áp dụng cho các vệ tinh tự nhiên trực tiếp quay xung quanh Mặt Trời, vì vậy trong số bảy hành tinh cổ điển, năm hành tinh là hành tinh theo nghĩa hiện đại.